# Josef Rublič
Josef Rublič (4. srpna 1891, Hořice – ?) byl český hokejista. Hrál v klubu Česká sportovní společnost a nastupoval na pozici útočníka. V roce 1911 se s českou reprezentací zúčastnil mistrovství Evropy v německém Berlíně, které český tým vyhrál. Josef Rublič nastoupil v zápase hraném 17. února odpoledne proti Belgii, ve kterém český výběr zvítězil v poměru 3:0. Byl i členem reprezentačního kádru na domácím šampionátu, který se uskutečnil v Praze o rok později. Na tomto turnaji byl ale pouze náhradníkem a do hry nezasáhl. Jeho bratr František Rublič byl rovněž úspěšným hokejovým reprezentantem.

## Statistiky

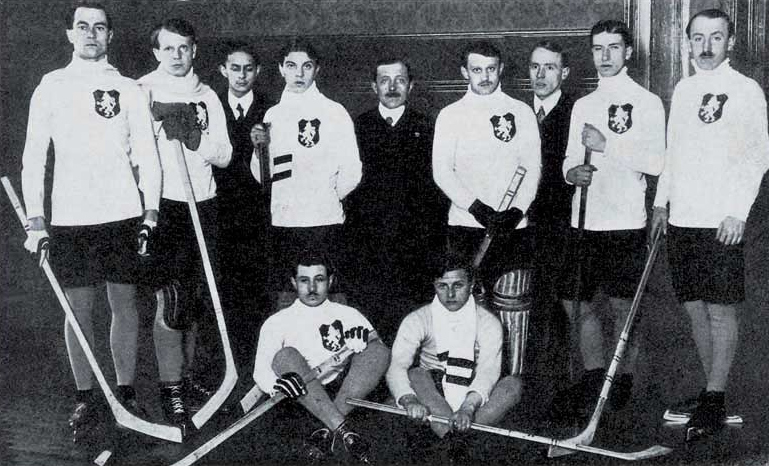
České hokejové mužstvo - mistr Evropy 1911, Josef Rublič je vpravo dole.

### Reprezentační statistiky
| Rok  | Tým   | Událost | Z | G | A | B | TM |
| ---- | ----- | ------- | - | - | - | - | -- |
| 1911 | Čechy | ME      | 1 | 0 | 0 | 0 | —  |
| 1912 | Čechy | ME      | 0 | 0 | 0 | 0 | —  |